# I. e. 590-es évek
Évszázadok: i. e. 7. század – i. e. 6. század – i. e. 5. század
Évtizedek: i. e. 640-es évek – i. e. 630-as évek – i. e. 620-as évek – i. e. 610-es évek – i. e. 600-as évek – i. e. 590-es évek – i. e. 580-as évek – i. e. 570-es évek – i. e. 560-as évek – i. e. 550-es évek – i. e. 540-es évek
Évek: i. e. 599 – i. e. 598 – i. e. 597 – i. e. 596 – i. e. 595 – i. e. 594 – i. e. 593 – i. e. 592 – i. e. 591 – i. e. 590

## Események
- Szolón arkhón reformjai. A timokratikus köztársaság felállítása az ókori Athénban. Az adósrabszolgaság megszüntetése.

## Híres személyek
- Uvakhsatra (Küaxarész) méd király
- Periandrosz korinthoszi türannosz
- II. Nabú-kudurri-uszur babiloni király
- Kabúdzsija (I. Kambüszész) ansani (perzsa) király
- Jeremiás próféta
- Ezékiel próféta